# Frederick Chapman Robbins
Frederick Chapman Robbins (Auburn, 25 de agosto de 1916 — Cleveland, 4 de agosto de 2003) foi um fisiologista estadunidense.
Foi agraciado com o Nobel de Fisiologia ou Medicina de 1954, por estabelecer métodos para cultura do vírus da poliomielite e a descoberta de métodos mais eficientes para sua detecção.